# Okan Buruk
Okan Buruk (* 19. Oktober 1973 in Istanbul) ist ein ehemaliger türkischer Fußballspieler und derzeitiger -trainer. Er trainiert seit der Saison 2022/23 den türkischen Erstligisten Galatasaray Istanbul. Durch seine langjährige Tätigkeit für Galatasaray Istanbul und als dessen Eigengewächs wird er sehr stark mit diesem Verein assoziiert. Sein älterer Bruder Fuat Buruk war ebenfalls als Profifußballspieler tätig.

## Karriere

### Im Verein
Okan Buruk spielte von 1985 bis 1991 in der Jugend von Galatasaray Istanbul. Am 17. Mai 1992 machte Buruk sein Debüt in der Ersten Mannschaft gegen Bakırköyspor, in welcher sein Bruder Fuat spielte. Sein damaliger Trainer Mustafa Denizli setzte den Mittelfeldspieler in der Startelf ein und Buruk gelang bei seinem ersten Pflichtspiel zwei Tore. Mit Galatasaray gewann Okan eine Vielzahl an Titeln, darunter sechs Meistertitel, vier Pokalsiege, einen UEFA-Pokal und einen UEFA-Supercuptitel. Okan Buruk ist einer der wenigen türkischen Spieler, die ihr Geld in der italienischen Serie A verdienten. Februar 2001 unterzeichnete der Mittelfeldspieler zusammen mit seinem Vereinskollegen Emre Belözoğlu einen Vertrag bei Inter Mailand.
Im Juli 2004 kehrte er in die Süper Lig zurück und unterschrieb bei Beşiktaş Istanbul einen Zweijahresvertrag. 2006 wechselte er schließlich wieder zurück zu Galatasaray Istanbul. Nachdem sein Vertrag am 30. Juni 2008 abgelaufen war und Galatasaray ihm kein neues Angebot vorlegte, wechselte Buruk zum Stadt- und Ligakonkurrenten Istanbul Büyükşehir Belediyespor. Sein letztes Spiel als aktiver Spieler erfolgte am 9. Mai 2010 gegen Kayserispor.

### In der Nationalmannschaft
Okan Buruk gab sein Debüt in der türkischen Nationalmannschaft im Alter von 19 Jahren unter Trainer Josef Piontek. Im WM-Qualifikationsspiel gegen San Marino am 28. Oktober 1992 spielte der Mittelfeldspieler von Beginn an. Nach seinem Debüt wurde Buruk viele Jahre nicht für die Nationalmannschaft berücksichtigt. Sein zweites Länderspiel folgte am 22. April 1998 gegen Russland.
Das erste Länderspieltor gelang Okan Buruk während der Fußball-Europameisterschaft 2000 gegen Italien. Gleichzeitig war es das erste Tor der Türkei bei einer Europameisterschaft. Zwei Jahre später nahm der Mittelfeldspieler bei der Fußball-Weltmeisterschaft 2002 teil. Die Türkei beendete das Turnier auf dem 3. Platz. Buruk kam in diesem Turnier einmal zum Einsatz. Er wurde im Spiel um Platz 3 von Trainer Şenol Güneş in der 76. Spielminute für Ümit Davala eingewechselt.
Sein 56. und letztes Länderspiel war gegen Tschechien am 22. Mai 2010.

## Funktionärs- und Trainerkarriere
Nach zwei Jahren bei Istanbul BB beendete er seine Karriere. Von August 2010 bis November 2011 war Buruk Teammanager der türkischen Fußballnationalmannschaft. Mit Abdullah Avcı als Trainer der türkischen Fußballnationalmannschaft wurde Buruk sein Co-Trainer. Nach dem Rücktritt Avcı im August 2013 wurde Buruk vom neuen Nationaltrainer Fatih Terim nicht übernommen.

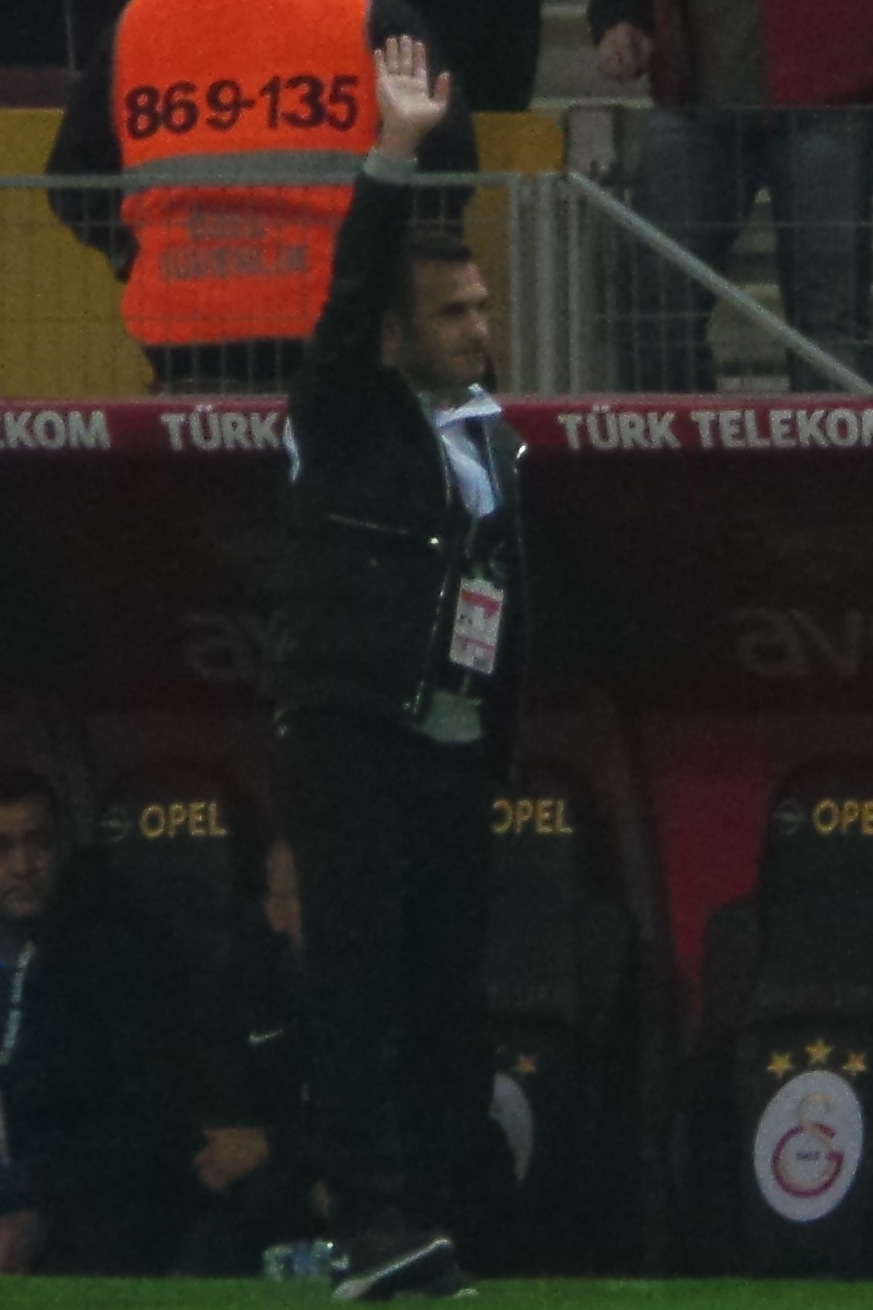
Buruk grüßt als Trainer von Elazığspor die Fans von Galatasaray Istanbul.

Am 28. Oktober 2013 wurde Okan Buruk Chef-Trainer bei Elazığspor. Mit seinem Verein bewahrte sich Buruk die Chance auf den Klassenerhalt bis zum vorletzten Spieltag der Saison und verfehlte ihn dann. Zum Saisonende löste er nach gegenseitigem Einvernehmen mit der Vereinsführung seinen Vertrag auf und verließ Elazığspor. Da Buruk während seiner Tätigkeit bei Elazığspor nicht die notwendige Trainerlizenz besaß, arbeitete er inoffiziell als Cheftrainer, während als offizieller Cheftrainer dem Verband İrfan Saraloğlu angegeben wurde.
Zur Saison 2014/15 übernahm er den Erstligisten Gaziantepspor. Bei diesem Verein musste Buruk mit einer Mehrzahl von jungen und unerfahrenen Spielern eine neue Mannschaft formen. Der Klub musste wegen finanzieller Schwierigkeiten einen Großteil seines Kaders freistellen und verpflichtete stattdessen kostengünstige und unbekannte Spieler. Buruk gelang es mit diesen Spielern eine starke Mannschaft zusammenzustellen und zeigte mit dieser eine erfolgreiche Leistung. Entgegen vielen Erwartungen sicherte sich die Mannschaft recht früh den Klassenerhalt und beendete die Saison auf dem 10. Tabellenplatz. Nach dem Saisonende 2014/15 löste Buruk seinen Vertrag mit Gaziantepspor nach gegenseitigem Einvernehmen auf und wechselte zum Aufsteiger Kayserispor. Wenige Tage nach später trat Buruk von seinem Amt zurück, nachdem bei Kayserispor Neuwahlen beschlossen wurden. Am 25. Oktober 2015 wurde Buruk Trainer von Sivasspor.
Zur Saison 2016/17 übernahm er den Zweitligisten Göztepe Izmir und verließ diesen im März 2017 vorzeitig. Wenige Tage nach seinem Rücktritt wurde er vom Erstligisten Akhisar Belediyespor als Cheftrainer eingestellt. Mit diesem Verein gewann er 2018 durch einen 3:2-Finalsieg über Fenerbahce Istanbul den Türkischen Vereinspokalwettbewerb. Zur Saison 2019/20 wechselte er zum Ligakonkurrenten Istanbul Başakşehir FK. Buruk gewann in dieser Spielzeit mit Başakşehir FK die türkische Meisterschaft. In derselben Spielzeit kam er mit seiner Mannschaft in der UEFA Europa League bis in das Achtelfinale und schied gegen den FC Kopenhagen aus.
Während der Sommerpause 2022 gab Galatasaray Istanbul die Vertragsgespräche für den Cheftrainerposten mit Buruk bekannt. Kurze Zeit später wurde seine Rückkehr zu seinem ehemaligen Verein bekannt gegeben. Buruk gewann mit seiner Mannschaft, zwei Spieltage vor Saisonende, die türkische Meisterschaft. Nach Hamza Hamzaoğlu ist Okan Buruk somit der zweite Trainer, welcher sowohl als Spieler als auch Trainer bei Galatasaray Meister wurde.

## Karrierestatistik
| Verein               | Liga            | Saison          | Liga   | Liga | Nat. Pokal | Nat. Pokal | Europapokal | Europapokal | Andere | Andere | Gesamt | Gesamt |
| Verein               | Liga            | Saison          | Spiele | Tore | Spiele     | Tore       | Spiele      | Tore        | Spiele | Tore   | Spiele | Tore   |
| -------------------- | --------------- | --------------- | ------ | ---- | ---------- | ---------- | ----------- | ----------- | ------ | ------ | ------ | ------ |
| Galatasaray Istanbul | Süper Lig       | 1991/92         | 1      | 2    | -          | -          | -           | -           | -      | -      | 1      | 2      |
| Galatasaray Istanbul | Süper Lig       | 1992/93         | 15     | 0    | 1          | 0          | 5           | 0           | 2      | 2      | 23     | 2      |
| Galatasaray Istanbul | Süper Lig       | 1993/94         | 2      | 0    | -          | -          | 2           | 0           | -      | -      | 4      | 0      |
| Galatasaray Istanbul | Süper Lig       | 1994/95         | 20     | 0    | 5          | 1          | 2           | 0           | 2      | 0      | 29     | 1      |
| Galatasaray Istanbul | Süper Lig       | 1995/96         | 28     | 1    | 3          | 0          | 2           | 0           | 3      | 0      | 36     | 1      |
| Galatasaray Istanbul | Süper Lig       | 1996/97         | 17     | 3    | 1          | 0          | 3           | 0           | 1      | 0      | 22     | 3      |
| Galatasaray Istanbul | Süper Lig       | 1997/98         | 24     | 5    | 8          | 1          | 2           | 0           | 1      | 0      | 35     | 6      |
| Galatasaray Istanbul | Süper Lig       | 1998/99         | 28     | 11   | 6          | 0          | 8           | 1           | 2      | 0      | 44     | 12     |
| Galatasaray Istanbul | Süper Lig       | 1999/00         | 28     | 8    | 5          | 1          | 15          | 3           | 2      | 0      | 50     | 12     |
| Galatasaray Istanbul | Süper Lig       | 2000/01         | 26     | 2    | 3          | 0          | 14          | 0           | -      | -      | 43     | 2      |
| Gesamt               | Gesamt          | Gesamt          | 189    | 32   | 32         | 3          | 53          | 4           | 13     | 0      | 287    | 39     |
| Inter Mailand        | Serie A         | 2001/02         | 7      | 0    | -          | -          | 3           | 0           | -      | -      | 10     | 0      |
| Inter Mailand        | Serie A         | 2002/03         | 14     | 2    | -          | -          | 6           | 0           | -      | -      | 20     | 2      |
| Inter Mailand        | Serie A         | 2003/04         | 3      | 0    | -          | -          | 4           | 0           | -      | -      | 7      | 0      |
| Gesamt               | Gesamt          | Gesamt          | 24     | 2    | -          | -          | 13          | 0           | -      | -      | 37     | 2      |
| Beşiktaş Istanbul    | Süper Lig       | 2004/05         | 22     | 0    | 1          | 0          | 4           | 2           | -      | -      | 27     | 2      |
| Beşiktaş Istanbul    | Süper Lig       | 2005/06         | 21     | 1    | 3          | 0          | 5           | 1           | -      | -      | 29     | 2      |
| Gesamt               | Gesamt          | Gesamt          | 43     | 1    | 4          | 0          | 9           | 3           | -      | -      | 56     | 4      |
| Galatasaray Istanbul | Süper Lig       | 2006/07         | 15     | 1    | 4          | 0          | 3           | 1           | -      | -      | 22     | 2      |
| Galatasaray Istanbul | Süper Lig       | 2007/08         | 4      | 1    | 2          | 0          | -           | -           | -      | -      | 6      | 1      |
| Gesamt               | Gesamt          | Gesamt          | 19     | 2    | 6          | 0          | 3           | 1           | -      | -      | 28     | 3      |
| Istanbul BB          | Süper Lig       | 2008/09         | 18     | 0    | 1          | 0          | -           | -           | -      | -      | 19     | 0      |
| Istanbul BB          | Süper Lig       | 2009/10         | 11     | 0    | 2          | 0          | -           | -           | -      | -      | 13     | 0      |
| Gesamt               | Gesamt          | Gesamt          | 19     | 0    | 3          | 0          | -           | -           | -      | -      | 32     | 0      |
| Karriere Gesamt      | Karriere Gesamt | Karriere Gesamt | 304    | 37   | 45         | 3          | 78          | 8           | 13     | 0      | 440    | 48     |

## Erfolge

### Spieler
Als Nationalspieler
- U18-Europameister: 1992
- Mittelmeerspiele-Sieger: 1993
- Europameisterschafts-Viertelfinalist: 2000
- Weltmeisterschafts-Dritter: 2002

Galatasaray Istanbul
- Türkischer Fußballmeister (7): 1993, 1994, 1997, 1998, 1999, 2000, 2008
- Türkischer Pokal (5): 1991, 1993, 1996, 1999, 2000
- Pokal des Türkischen Sportjournalisten-Vereins (5): 1991, 1992, 1997, 1998, 1999
- Cumhurbaşkanlığı Kupası (4): 1991, 1993, 1996, 1997
- Başbakanlık Kupası: 1995
- UEFA-Pokal: 2000
- UEFA Super Cup: 2000

Beşiktaş Istanbul
- Türkischer Pokal: 2006

### Trainer
Akhisar Belediyespor
- Türkischer Pokalsieger: 2018

Istanbul Başakşehir FK
- Türkischer Fußballmeister: 2020

Galatasaray Istanbul
- Türkischer Fußballmeister (3): 2023, 2024, 2025
- Türkischer Fußball-Supercup: 2023
- Türkischer Pokalsieger: 2025